# Knark är bajs
Knark är bajs var en statlig kampanj i syfte att minimera antalet unga vuxna som testar narkotika. Som avsändare stod Mobilisering mot narkotika, en statlig organisation vars uppdrag var att samordna narkotikapolitiska insatser i hela landet. Kampanjen formades efter att man upptäckt att allt fler ungdomar var mer benägna att testa droger.
Kommunikationsbyrån som arbetade med kampanjen jobbade med att stärka attityden hos de unga vuxna som redan var tveksamt inställda till narkotika. Huvudbudskapet var: ”Det finns många anledningar att inte testa knark” och detta stöttades av information om hur krig, prostitution och barnarbete var negativa effekter i narkotikahandelns spår.
Arbetet med Knark är bajs höll på från 2003 till 2007 och spreds genom flera kanaler. Kampanjen uppmärksammades med hjälp av en webbsida, med utomhusreklam, genom debatter på MTV, men också med filmer för bio och tv. För att nå ut med budskapet samarbetade Mobilisering mot narkotika med kommunikationsbyrån Futurniture.
Knark är bajs blev en omtalad och omdebatterad kampanj som enligt undersökningar nådde ut till 79 procent av ungdomarna i den tänkta målgruppen, 16-25 år.
Som en motreaktion mot kampanjen, som hade sin webbsida på www.knarkarbajs.nu, startades Knark är najs, på www.knarkarnajs.nu. Båda webbsidorna är år 2010 nerlagda.